# نيكوس باباس
نيكوس باباس هو اقتصادي وسياسي يوناني، ولد في 1976 في أثينا في اليونان. نشط حزبياً في ائتلاف اليسار الراديكالي. وقد انتخب عضو البرلمان اليوناني ‏ عن دائرة Athens B ‏ وقد انضم خلال فترته النيابية ‏ (3 أكتوبر 2015 – ) للكتلة البرلمانية ائتلاف اليسار الراديكالي وانتخب وزير الدولة ‏.